# Kobé (departement)
Kobé er et af de tre departementer, som udgør regionen Wadi Fira i Tchad.
15°07′41″N 22°14′59″Ø / 15.1281°N 22.2497°Ø